# Когнитивна терапия
Когнитивната терапия е вид психотерапия, разработена от щатския психиатър Арън Бек.
Арън Бек описва как хората могат да изпаднат в депресия поради изкривено мислене. Примери за такова мислене са фокусирането върху провала, а не върху успеха, убеждението, че един провал означава тотален провал, и други когнитивни тенденции да се мисли за себе си в отрицателна светлина. Терапията се състои в осъзнаването на тези тенденции и в изпълнението на домашни задачи, предназначени да доставят преживяване на успех. На пациента се дават примери за по-адаптирано, положително мислене и той ги практикува дотогава, докато те изместят стария начин на мислене.

## Типове
Когнитивната терапия бива три типа:
- основен – когнитивна терапия
- рационално-емоционална терапия – базирана на идеята, че повечето проблеми идват от ирационалното мислене
- когнитивна бихейвиористична терапия – най-популярната в днешно време